# Istituto Italiano del Marchio di Qualità

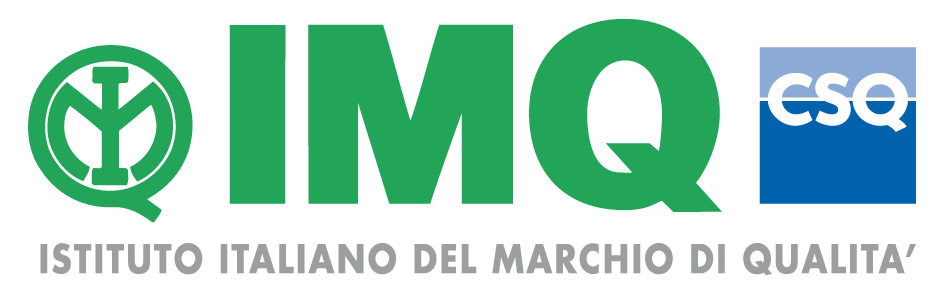
Logo włoskiego instytutu znaku jakości

Istituto Italiano del Marchio di Qualità (IMQ) – włoski instytut naukowo-badawczy powołany w 1951 roku z inicjatywy głównych krajowych instytucji naukowych i technicznych m.in. Włoskiego Komitetu Elektrotechnicznego, Włoskiej Federacja Elektrotechniki, Elektroniki, Automatyki, Informatyki i Telekomunikacji, Krajowej Agencji Energii Elektrycznej ENEL i Krajowego Stowarzyszenia Przemysłu elektrycznego i elektronicznego ANIE. Siedziba główna znajduje się w Mediolanie.

## Opis

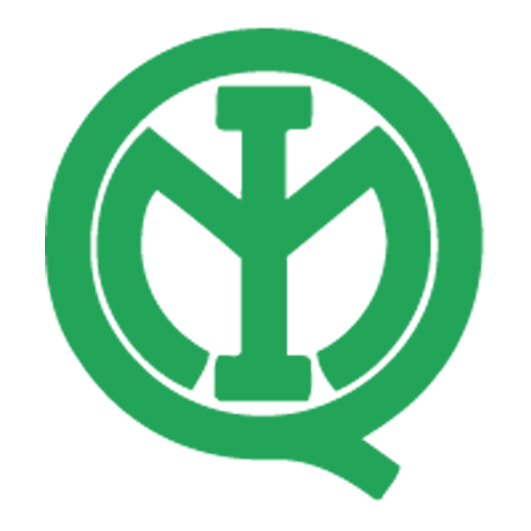
Znak IMQ.

IMQ jest organizacją non-profit zajmującą się m.in. propagowaniem świadomości w zakresie bezpieczeństwa, jakości i ochrony środowiska. Głównym profilem działalności Instytutu są badania i certyfikacja produktów pod względem ich bezpieczeństwa i jakości.
IMQ wyspecjalizowało się w badaniach i ocenie zgodności produktów m.in. sektora elektrotechnicznego. Charakterystycznym znakiem stosowanym na produktach z grupy elektrycznych i elektrotechnicznych jest Znak IMQ, grafika oznaczająca dopuszczenie produktu do sprzedaży na terenie Włoch.

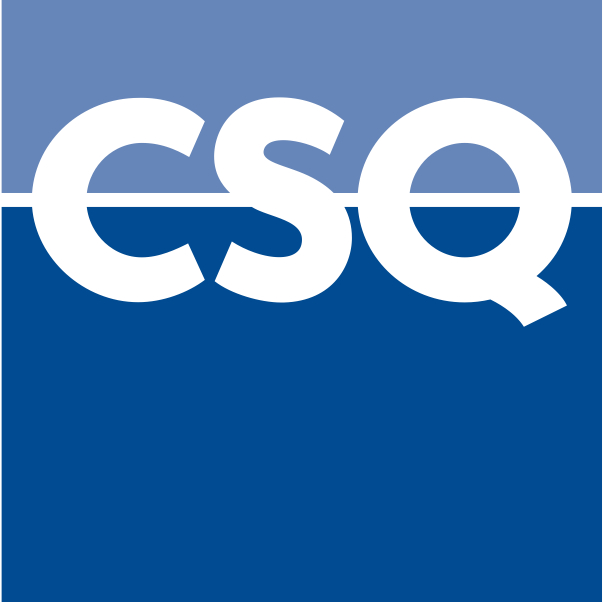
Logo CSQ.

W połowie lat 90. XX wieku wraz z pojawianiem się pierwszych norm z rodziny ISO w Instytucie powołano dział certyfikacji systemów zarządzania CSQ (Certificazione dei Sistemi Qualità).
Główne obszary certyfikacji systemów to zarządzanie jakością, zarządzanie środowiskiem, zarządzanie bezpieczeństwem i higieną pracy, zarządzanie energią, zarządzanie ciągłością działania, zarządzanie bezpieczeństwem informacji, zarządzanie usługami sektora IT.
Aktualnie IMQ jest wiodącą we Włoszech i uznaną na świecie jednostką certyfikacyjną posiadającą akredytację, do świadczenia usług certyfikacji systemów zarządzania.
IMQ jest Jednostką Notyfikowaną nr 0051 zarejestrowaną przez Komisję Europejską jako organ uprawniony do przeprowadzania oceny zgodności produktów z wymogami unijnych Dyrektyw Nowego Podejścia, dotyczących m.in. bezpieczeństwa produktów oraz oznakowania CE.
Eksperci IMQ uczestniczą w pracach standaryzacyjnych i normalizacyjnych komitetów technicznych i naukowych, takich organizacji międzynarodowych jak: Międzynarodowa Komisja Elektrotechniczna, Międzynarodowa Organizacja Normalizacyjna, Europejski Komitet Normalizacyjny Elektrotechniki, Europejski Komitet Normalizacyjny.

## Grupa IMQ
Wraz z rozwojem Instytutu powstała Grupa IMQ zrzeszająca instytucje i organizacje partnerskie promujące ideę jakości i bezpieczeństwa oraz poszanowania środowiska naturalnego.
Oprócz Instytutu do Grupy IMQ należą:
- CSI (Bollate)
- Elcolab S.R.L. (Macerata)
- ICILA (Lissone)
- Icube S.A. (Buenos Aires)
- IMQ Certification Shanghai (Szanghaj)
- IMQ Clima (Amaro)
- IMQ Iberica S.L. (Madryt, Barcelona)
- IMQ Polska (Kraków)
- IMQ Primacontrol (San Vendemiano)